# Lobogeniates marronus
Lobogeniates marronus är en skalbaggsart som beskrevs av Ohaus 1917. Lobogeniates marronus ingår i släktet Lobogeniates och familjen Rutelidae. Inga underarter finns listade i Catalogue of Life.